# Celia Amorós
Pour les articles homonymes, voir Amoros.
Celia Amorós Puente (en castillan) ou Cèlia Amorós Puente (en catalan), née en 1944 à Valence, est une philosophe, écrivaine et essayiste espagnole, théoricienne du féminisme. En 2006, elle est devenue la première femme à remporter le prix national de l'esssai.
Référence clé du féminisme de l'égalité, elle a consacré une partie importante de ses recherches à la construction du rapport entre l'illustration et le féminisme. Son livre Vers une critique de la raison patriarcale (1985) constitue une nouvelle approche de la philosophie dans une perspective de genre, révèle les biais de l'androcentrisme et réclame à une critique féminine de celui-ci.
Elle est professeure et membre du Département de philosophie et de philosophie morale et politique de l'UNED. Parmi ses principales recherches : les processus des l'illustration et leurs implications pour le féminisme et les femmes dans l'Islam, et les droits humains et les droits des femmes dans le cadre du multiculturalisme.